# Molophilus adamantinus
Molophilus adamantinus är en tvåvingeart som beskrevs av Alexander 1927. Molophilus adamantinus ingår i släktet Molophilus och familjen småharkrankar. Inga underarter finns listade i Catalogue of Life.